# Gisela Färber
Gisela Färber (* 26. März 1955 in Ratingen) ist eine Finanzwissenschaftlerin an der Deutschen Hochschule für Verwaltungswissenschaften Speyer.
Gisela Färber ist Expertin für Sozialpolitik und öffentliches Haushaltswesen insbesondere für Subventionen. In der Öffentlichkeit ist sie vor allem bekannt geworden als Mitglied in der Rürup-Kommission.

## Leben und Karriere
Gisela Färber studierte Betriebs- und Volkswirtschaftslehre an der Technischen Hochschule Darmstadt und an der Johannes-Gutenberg-Universität in Mainz. 1978 Diplom, 1983 Promotion an der Technischen Universität Darmstadt und 1992 Habilitation an der Hochschule für Verwaltungswissenschaften Speyer. 1993/1994 Wissenschaftliche Mitarbeiterin und stellvertretende Geschäftsführerin am Deutschen Institut für Föderalismusforschung in Hannover. 1994 Professorin für das Fach Kommunalfinanzen und Kommunalwirtschaft an der Universität Trier. Seit 1996 ist sie Professorin an der Hochschule für Verwaltungswissenschaften in Speyer für Wirtschaftliche Staatswissenschaften, insbesondere Volkswirtschaftslehre.
Von 2006 bis 2011 war Färber Mitglied im Nationalen Normenkontrollrat. Von 2018 bis 2022 war sie Mitglied des Normenkontrollrats Baden-Württemberg.

## Mitgliedschaften in Expertenkommissionen
- Kommission für die Nachhaltigkeit in der Finanzierung der Sozialen Sicherungssysteme (Rürup-Kommission)
- Kommission zur Finanzierung des Lebenslangen Lernens beim Bundesministerium für Bildung und Forschung
- Sozialbeirat beim Bundesministerium für Arbeit und Soziales.
- Vorstandsmitglied im Erweiterten Vorstand des Vereins für Socialpolitik,
- Enquete-Kommission "Kommunal- und Landesverwaltung – bürgernah, effektiv und zukunftsfest – Brandenburg 2020" des Landtag Brandenburg